# Idiochlora minuscula
Idiochlora minuscula är en fjärilsart som beskrevs av Inoue 1986. Idiochlora minuscula ingår i släktet Idiochlora och familjen mätare. Inga underarter finns listade i Catalogue of Life.